# NGC 2915
NGC 2915 هي مجرة قزمة زرقاء تبعد 12 مليون سنة ضوئية تقع في جنوب كوكبة الحرباء على حافة المجموعة المحلية. المجرة البصرية تتوافق مع حوصلة مجرة حلزونية أكبر بكثير يمكن تعقبها بالرصد الراديوي لخط الهيدروجين .
المجرة لديها قضيب مركزي قصير، مشابة كثيرا لقضيب درب التبانة وأذرع حلزونية طويلة جدا. تم اكتشاف NGC 2915 في 31 مارس 1837 من قبل جون هيرشل.

## وصلات خارجية
- NGC 2915 على موقع ويكي سكاي: DSS2, SDSS, GALEX, IRAS, Hydrogen α, X-Ray, Astrophoto, Sky Map, Articles and images